# Sybra subbiguttula
Sybra subbiguttula är en skalbaggsart som beskrevs av Stefan von Breuning 1964. Sybra subbiguttula ingår i släktet Sybra och familjen långhorningar.
Artens utbredningsområde är Filippinerna. Inga underarter finns listade i Catalogue of Life.